# رادها كريشنا كيشور
رادها كريشنا كيشور (بالإنجليزية: Radha Krishna Kishore)‏ هو سياسي هندي، ولد في 1959. حزبياً، نشط في بهاراتيا جاناتا.